# Vlekmineermotten
Vlekmineermotten (Tischeriidae) is een familie van vlinders.

## Geslachten
(Indicatie van aantallen soorten per geslacht tussen haakjes)
- Coptotriche  (14)
- Tischeria Zeller, 1839 (88)

## In Nederland waargenomen soorten
- Genus: Coptotriche
  - Coptotriche angusticollella - (Rozenvlekmot)
  - Coptotriche heinemanni - (Zwarte bramenvlekmot)
  - Coptotriche marginea - (Gele bramenvlekmot)
- Genus: Tischeria
  - Tischeria decidua - (Hoefijzervlekmot)
  - Tischeria dodonaea - (Bruine eikenvlekmot)
  - Tischeria ekebladella - (Gewone eikenvlekmot)